# Oravais
Oravais (finska: Oravainen) är en by och tidigare kommun i Svenska Österbotten i landskapet Österbotten. Kommunen hade 2 190 invånare och en yta på 206,84 km². Oravais är tvåspråkig med svenska som majoritetsspråk och finska som minoritetsspråk.
Byn ligger vid en vik i Oravaisfjärden. Inom den tidigare kommunen finns byarna och bydelarna Karvat, Keskis, Kimo, Komossa, Kuckus, Ollhugget, Oravais kyrkby med Strandby, Oxkangar, Paljak, Seiplax, Stubbrödsel och Österby. I Oravais finns också berget Bötesberget (så benämnd eftersom det tidigare stod en vårdkase på berget) och slätten Lerorna. Sjön Röukasträsket delades av Oravais och Vörå kommun. Monåfjärden utgjorde gräns mellan Oravais och grannbyn Munsala.
I Oravais finns sedan 1991 en flyktingförläggning för ett par hundra boende. I mars 2025 meddelade emellertid  
Migrationsverket att anläggningen skall stängas i december 2025.
Oravais hamn hade betydande trafik från 1700-talet inpå 1900-talet. Numera är det badstrand och småbåtshamn.
Den 1 januari 2011 blev kommunen en del av den nya Vörå kommun.

## Historia
I de dokument som har bevarats från medeltiden nämns ortnamnet Oravais för första gången år 1478, då med stavningen "Oruas". Österbottens häradshövding Gustav Slatte dömde då Olof i Kvimo (Oleff ij Quima) fri från intrång av Teugmobor (Togmabor) på ön Jänessaari (Iänessara) efter att man hade hållit ting i Oravais.
Slaget vid Oravais var avgörande under 1808–1809 års krig mellan Ryssland och Sverige, och stod på Oravais slagfält den 14 september 1808. De ryska trupperna vann slaget, som blev en vändpunkt i kriget. Efter Sveriges förlust i kriget blev Finland ett storfurstendöme under Ryssland.
I Kimo (uttalas [’ɕɪmʊ] på ortens dialekt) ligger järnbruket Kimo bruk, grundat 1703 av handelsmannen tillika stockholmaren Petter Heijke, som då redan drev Orisbergs bruk i grannkommunen Storkyro. Till bruket byggdes också flera stångjärnshammare, som drevs av vattenkraft från Kimo å. Ruinerna av den smedja som byggdes vid bruket år 1791 står fortfarande kvar. Verksamheten där upphörde på 1860-talet, varefter man istället installerade vattendrivna kvarnar i byggnaden. Kvarnen stängdes 1979. Sedan 1986 är den gamla kvarnen varje sommar spelplats för utomhusteater. Flertalet av uppsättningarna har regisserats av Erik Kiviniemi, chef för Vasa stadsteater. Ofta ges historiska pjäser skrivna av dramatiker med lokalanknytning.
Oravais masugn ägdes vid 1800-talets början av Bengt Magnus Björkman.
Oravais fabrik var under många år en viktig textilindustri.

## Politik

### Mandatfördelning i Oravais kommun, valen 1976–2008
| 4 | 1 | 16 |

| 3 | 2 | 16 |

| 2 | 2 | 17 |

| 2 | 2 | 16 | 1 |

| 1 | 2 | 17 | 1 |

| 1 | 2 | 18 |

| 2 | 19 |

| 1 | 2 | 18 |

| 12 | 9 |

| 1 | 9 | 11 |

| 12 | 9 |

## Oravais vänorter
- Malviks kommun, Trøndelag fylke, Norge
- Torma kommun, Jõgevamaa, Estland
- Ånge kommun, Västernorrlands län, Sverige

## Kända personer från Oravais
- Kevin Holmström, artist och komiker (uppvuxen i Komossa), känd från humorgruppen KAJ
- Tim Sparv, fotbollsspelare

## Bilder

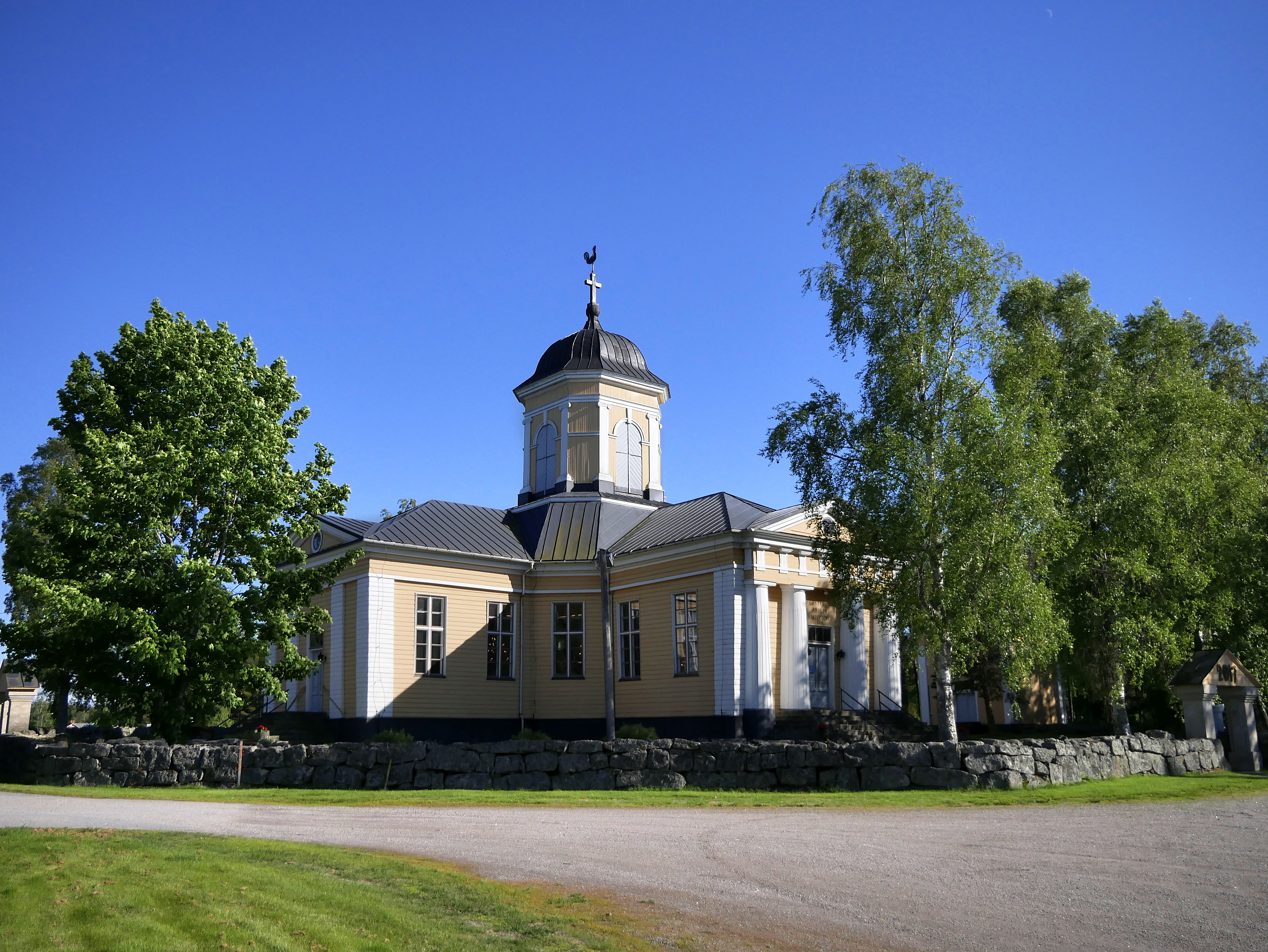
Oravais kyrka
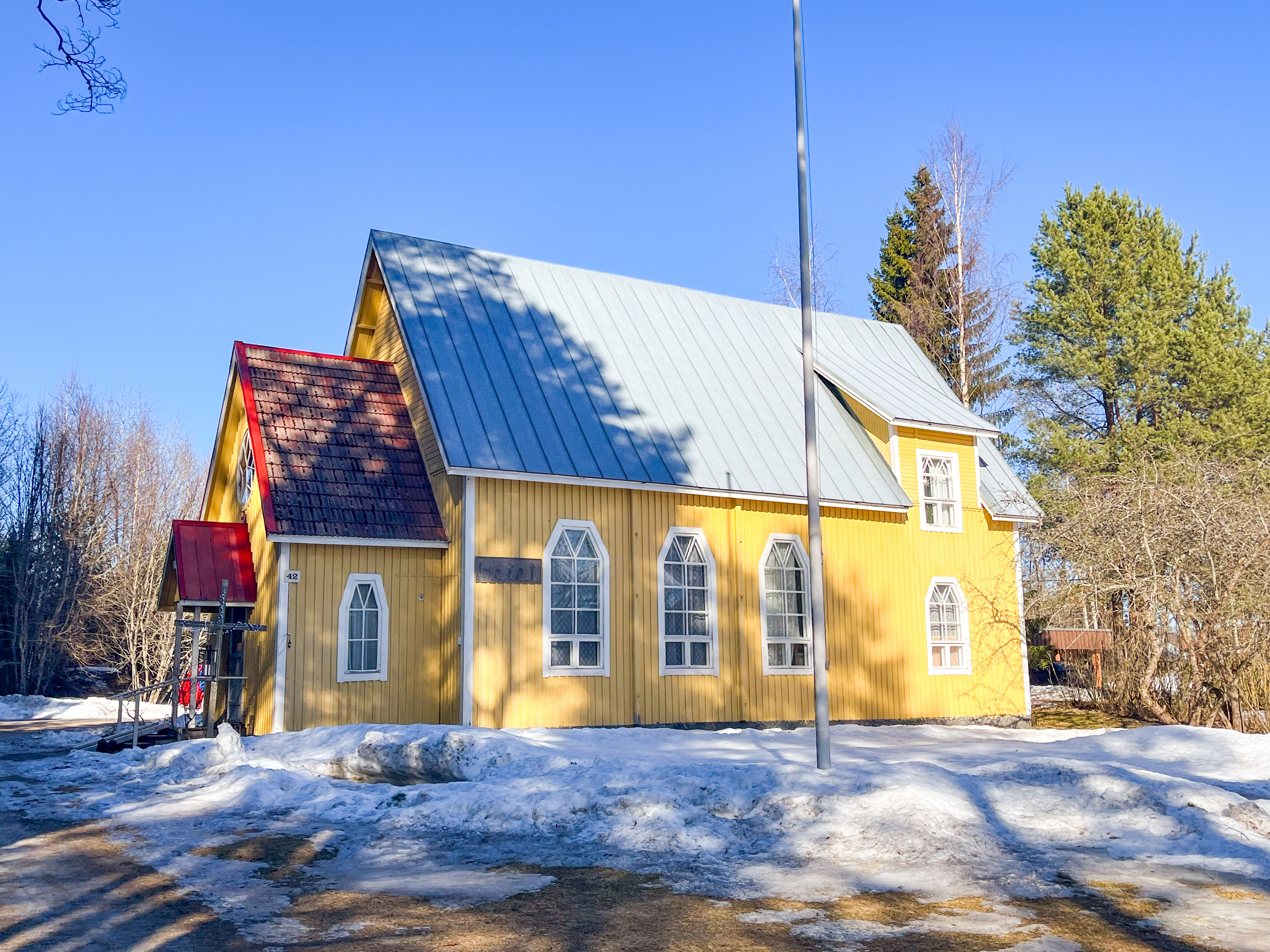
Oravais baptistförsamling
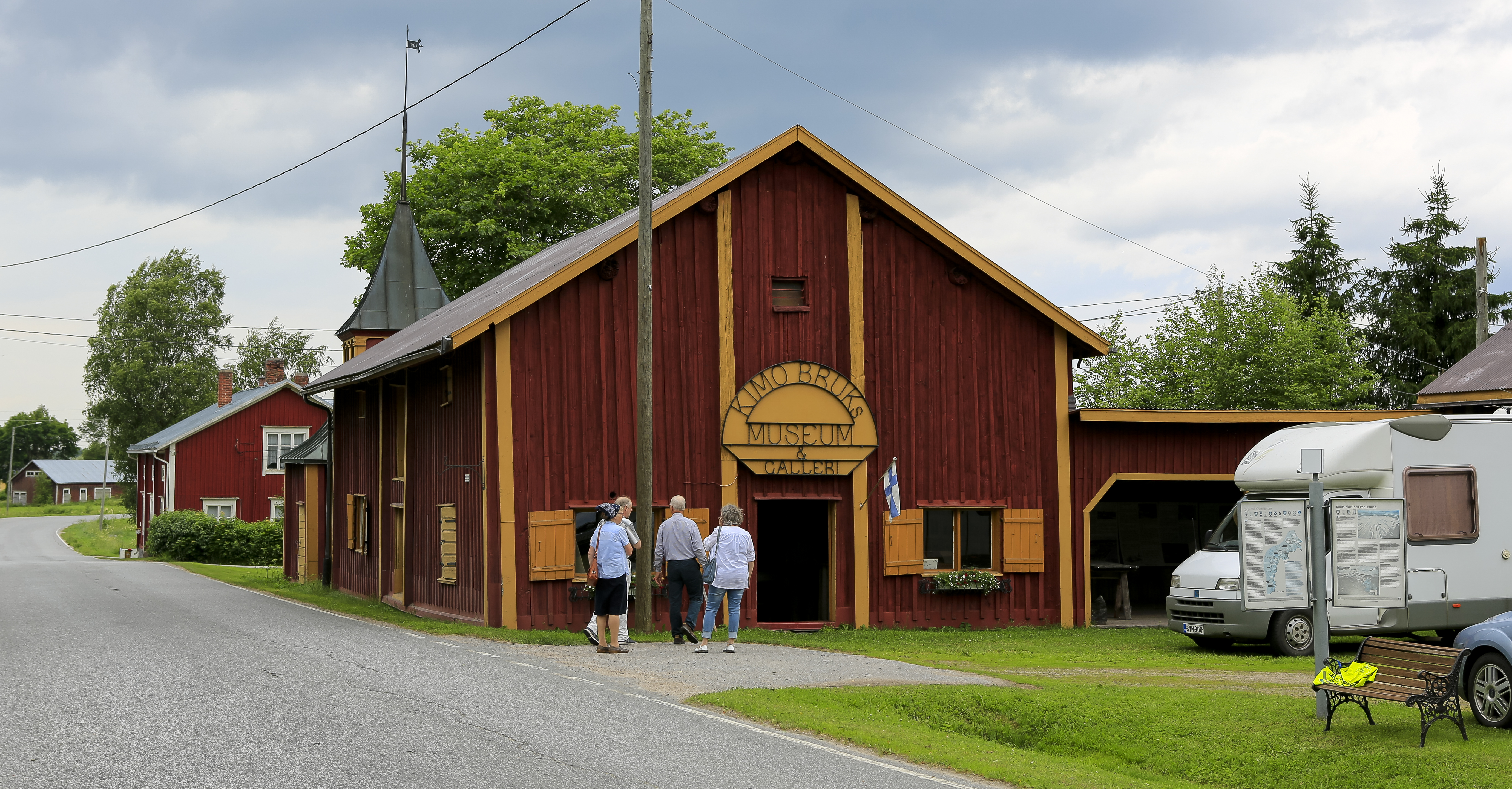
Kimo bruk
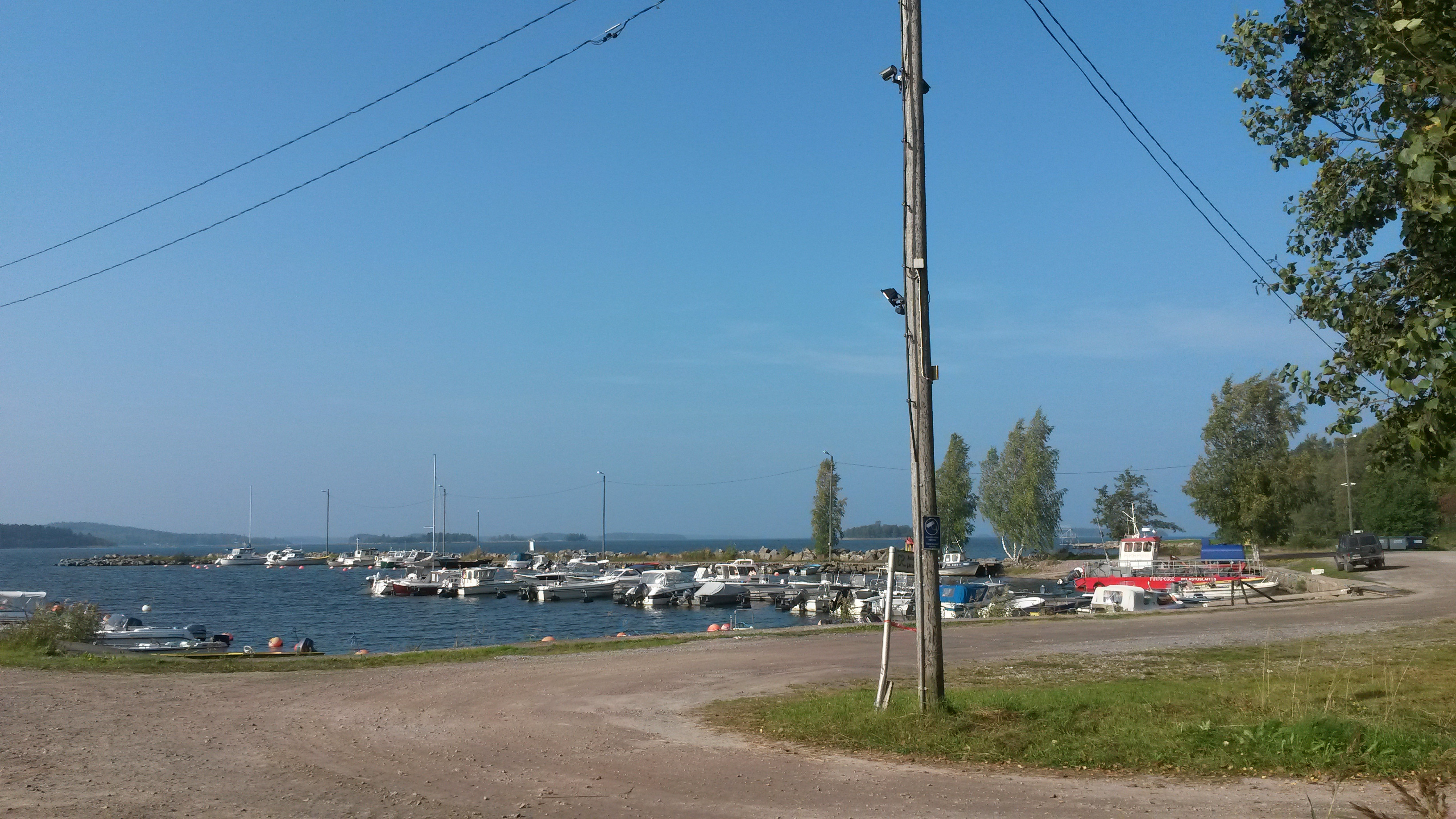
Oravais hamn
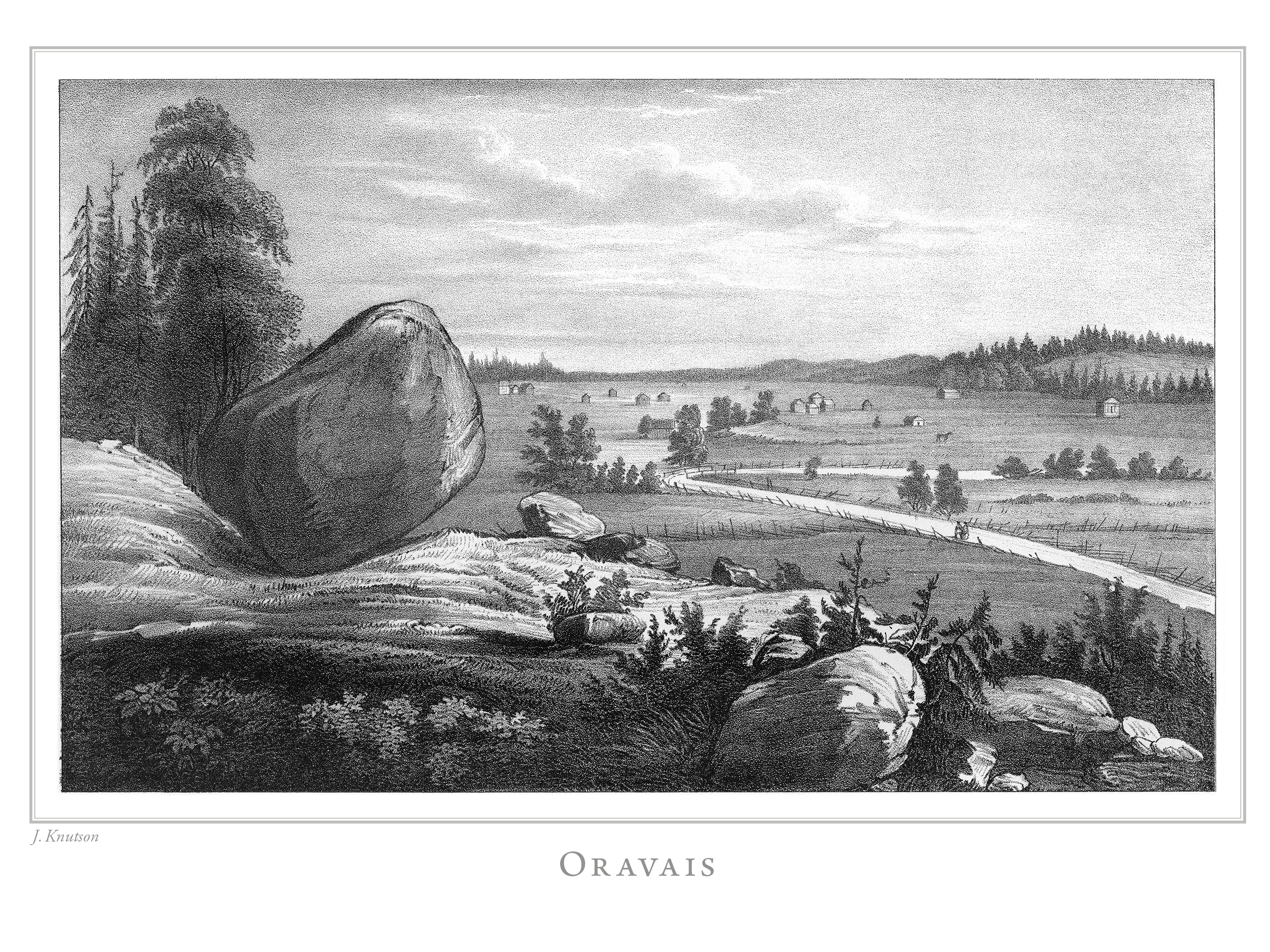
Litografi av Oravais i Finland framstäldt i teckningar utgiven 1845-1852.
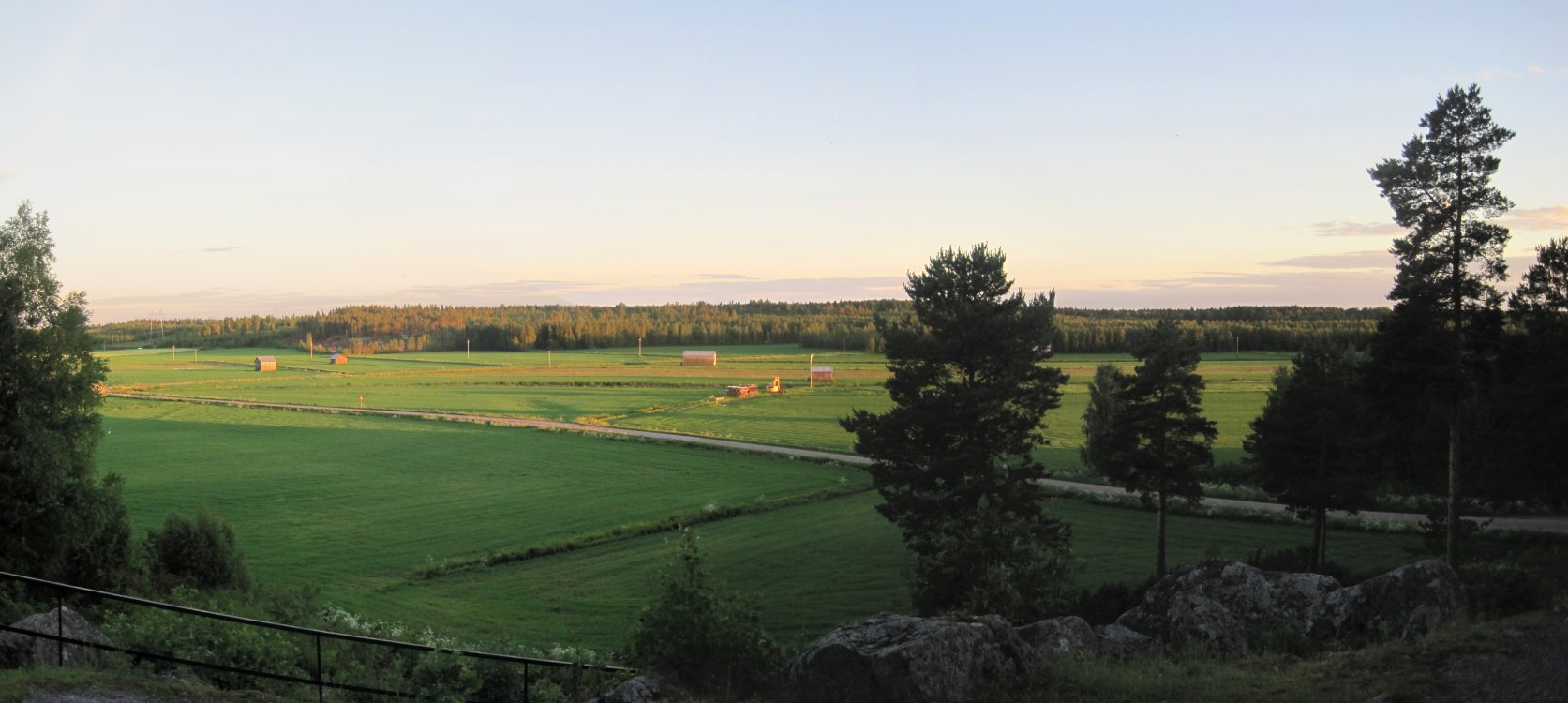
Vi från Karlsberget av fälten där Striderna vid Oravais skedde
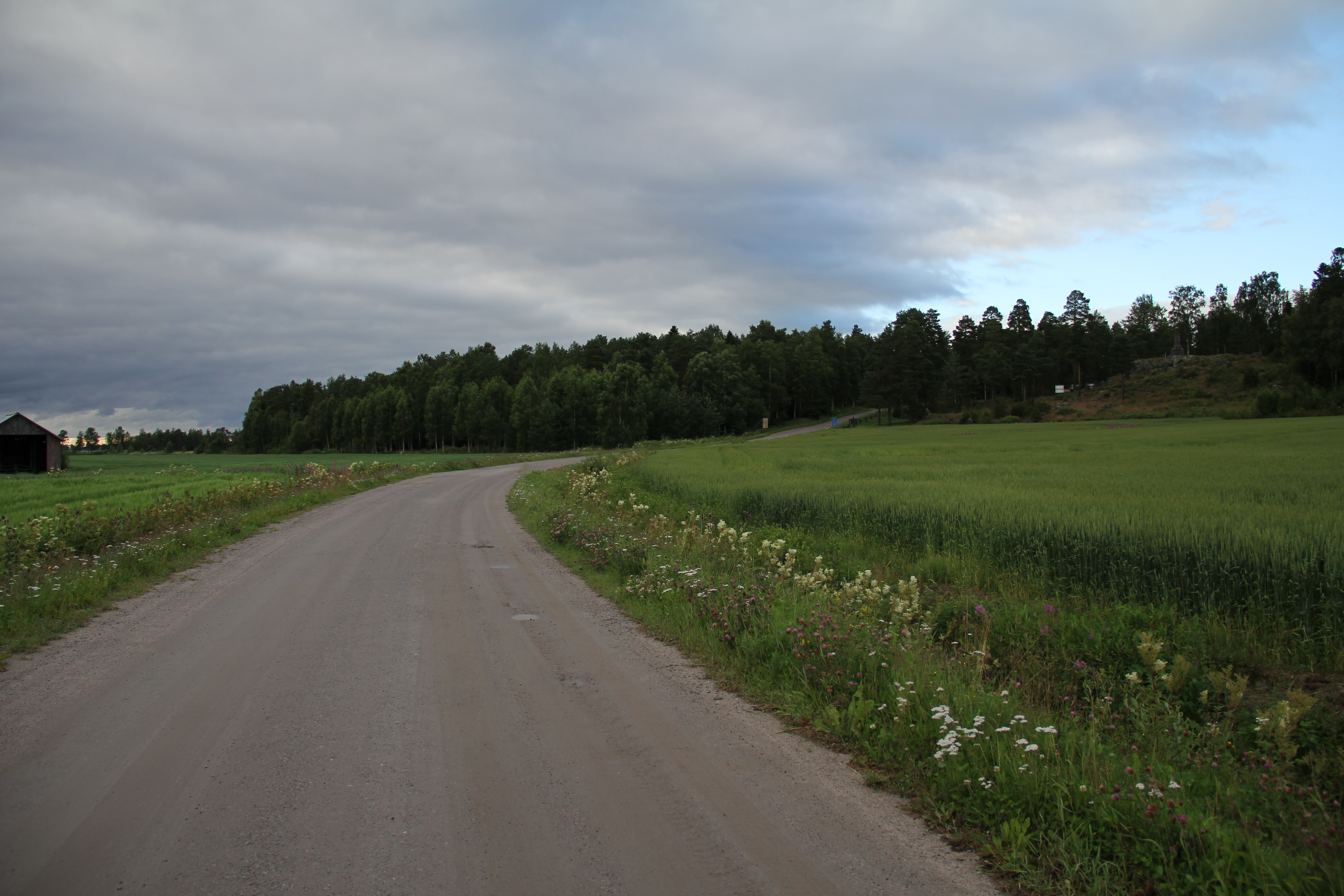
Slagsfältsvägen(fi) och minnesmärket på Karlsberget
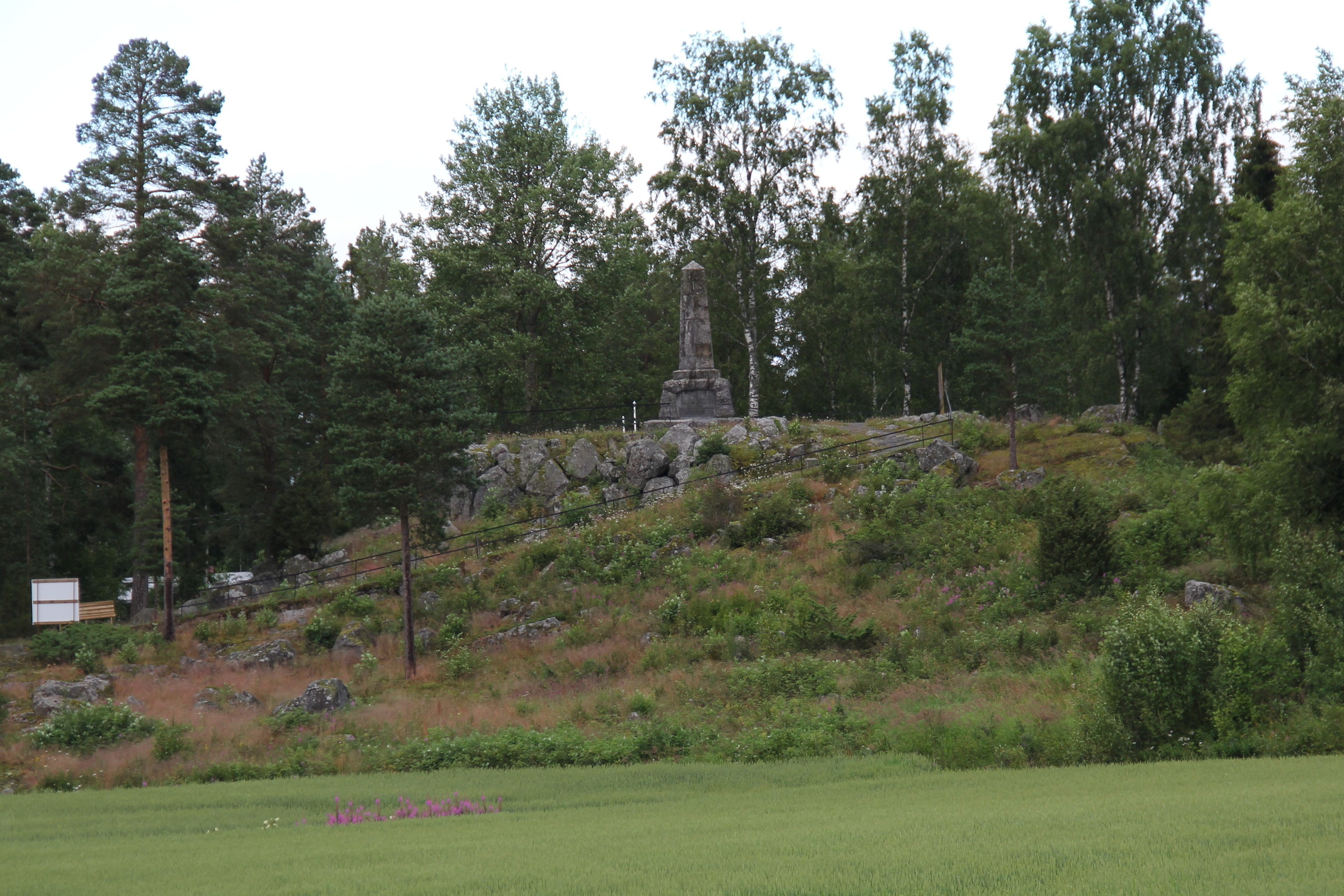
Minnesstenen på Karlsberget
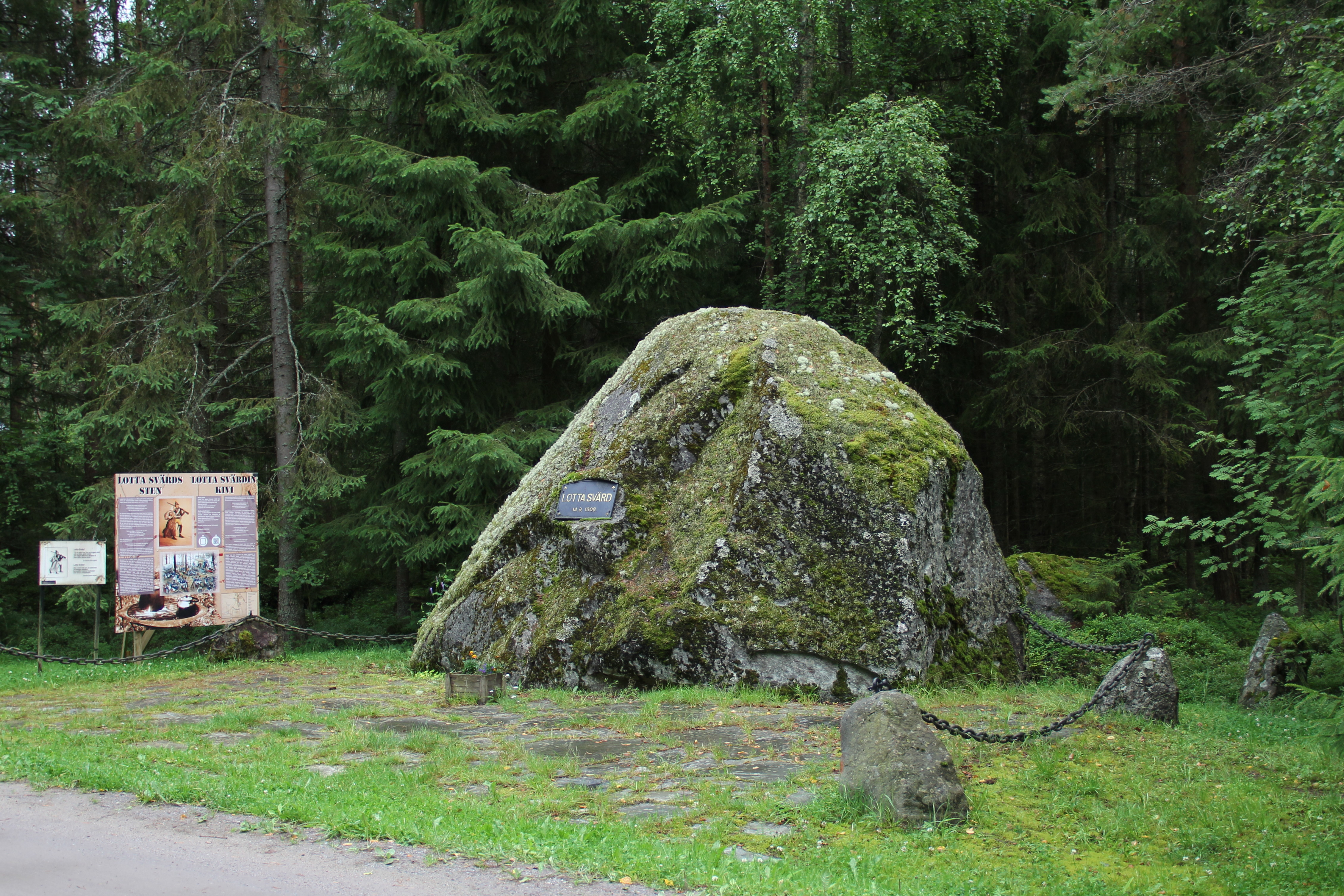
Lotta Svärds sten vid Slagsfältsvägen(fi)